# Список лучших альбомов США 1986 года (Billboard)

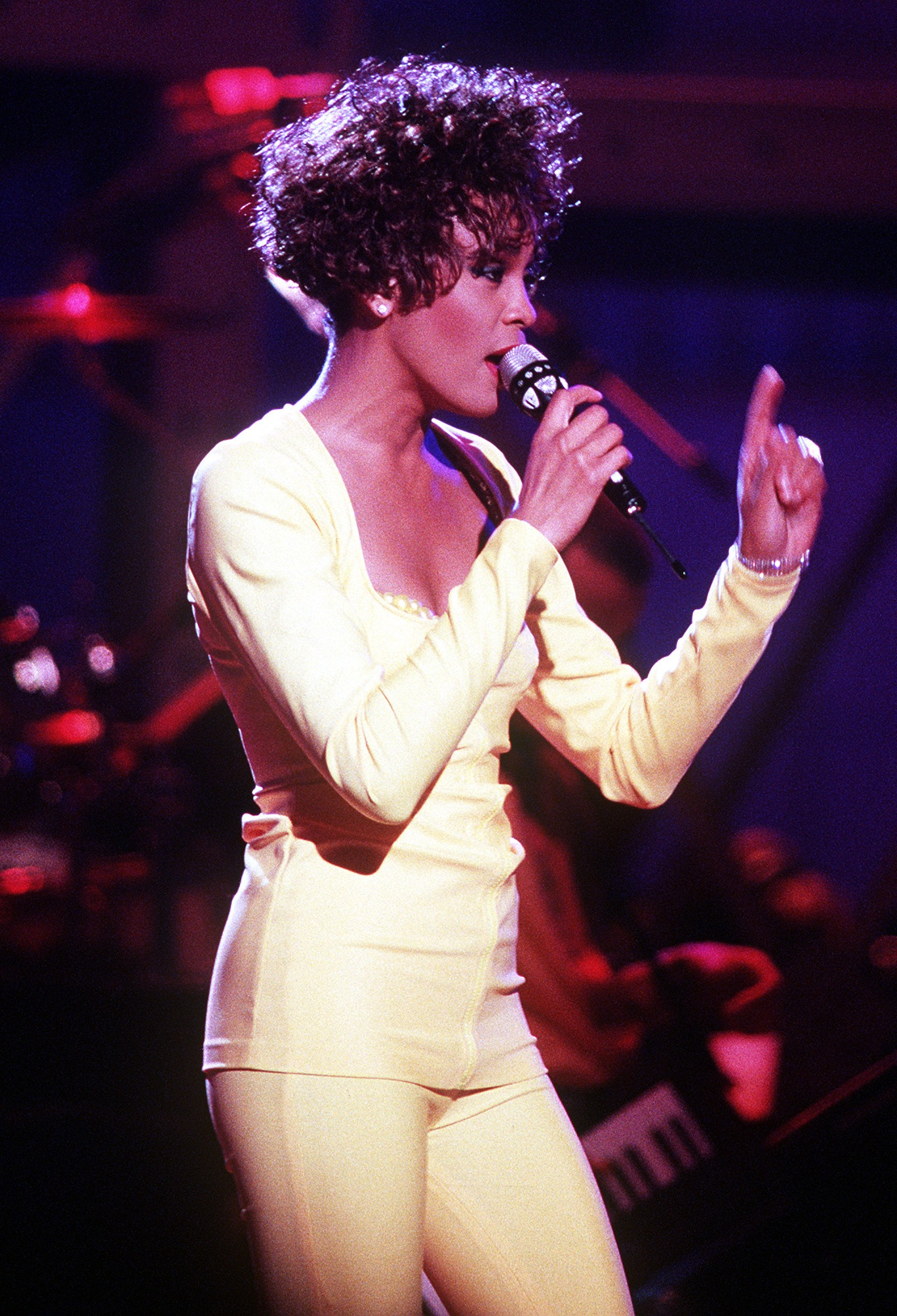
Американская певица Уитни Хьюстон стала лидером года с помощью своего дебютного сверхуспешного диска «Whitney Houston».

Список лучших альбомов США 1986 года (Billboard Year End Charts) — итоговый список наиболее популярных альбомов журнала Billboard по данным продаж за 1986 год.
Лучшим альбомом года стал «Whitney Houston» — дебютный диск американской певицы Уитни Хьюстон. Альбом был сертифицирован в марте 1999 как Бриллиантовый (Diamond) за продажи в 10 млн.копий на территории США, а позднее более 13 млн; платиновый статус присвоен в июле 1999 года от имени Recording Industry Association of America. Всего в мире продано более 25 млн.копий диска. На 28-й церемонии «Грэмми» в феврале 1986 года, Whitney Houston получил 4 номинации, включая Лучший альбом года и выиграл одну из них, «Грэмми» за лучшее женское вокальное поп-исполнение за песню «Saving All My Love for You». В 1987 году на 29-й церемонии «Грэмми», альбом получил ещё одну номинацию — премию «Грэмми» за лучшую запись года за песню «Greatest Love of All».

## История
| Место | Альбом                      | Исполнитель                 | Примечания            |
| ----- | --------------------------- | --------------------------- | --------------------- |
| 1     | «Whitney Houston»           | Уитни Хьюстон               | #1 R&B/Hip-Hop Albums |
| 2     | «Heart»                     | Heart                       |                       |
| 3     | «Scarecrow»                 | Джон Мелленкамп             |                       |
| 4     | «Afterburner»               | ZZ Top                      |                       |
| 5     | «Brothers In Arms»          | Dire Straits                |                       |
| 6     | «Control»                   | Джанет Джексон              | #2 R&B/Hip-Hop Albums |
| 7     | «Welcome to the Real World» | Mr. Mister                  |                       |
| 8     | «Promise»                   | Sade                        | #3 R&B/Hip-Hop Albums |
| 9     | «No Jacket Required»        | Фил Коллинз                 |                       |
| 10    | «Primitive Love»            | Глория Эстефан              |                       |
| 11    | «Riptide»                   | Роберт Палмер               |                       |
| 12    | «The Broadway Album»        | Барбра Стрейзанд            |                       |
| 13    | «Knee Deep In The Hoopla»   | Starship                    |                       |
| 14    | «5150»                      | Van Halen                   |                       |
| 15    | «Listen Like Thieves»       | INXS                        |                       |
| 16    | «Born in the U.S.A.»        | Брюс Спрингстин             |                       |
| 17    | «Play Deep»                 | The Outfield                |                       |
| 18    | «In Square Circle»          | Стиви Уандер                | #5 R&B/Hip-Hop Albums |
| 19    | «Songs from the Big Chair»  | Tears For Fears             |                       |
| 20    | «Mike & The Mechanics»      | Mike + The Mechanics        |                       |
| 21    | «Top Gun»                   | Саундтрек                   |                       |
| 22    | «Like a Rock»               | Боб Сигер/The Silver Bullet |                       |
| 23    | «Nervous night»             | The Hooters                 |                       |
| 24    | «Once upon a time»          | Simple Minds                |                       |
| 25    | «Miami Vice»                | Soundtrack                  |                       |
| 26    | «All for Love»              | New Edition                 |                       |
| 27    | «Different Light»           | Bangles                     |                       |
| 28    | «Tuff Enuff»                | The Fabulous Thunderbirds   |                       |
| 29    | «Under Lock and Key»        | Dokken                      |                       |
| 30    | «The Ultimate Sin»          | Оззи Осборн                 |                       |